# El Tigre de Chamberí
El Tigre de Chamberí es una película española dirigida por Pedro Luis Ramírez en 1957. 

## Argumento
Ambientada en el Madrid de los años 50, narra la historia de Miguel Orégano (José Luis Ozores), un pobre infeliz al que todos llaman El Tarta por su tartamudez. Su amigo Manolo (Tony Leblanc), por el contrario, es un tipo que sabe aprovechar las oportunidades de la vida y consigue que ambos accedan al estadio de fútbol sin pagar la entrada. En pleno partido y, por azar, Miguel noquea a Molina, el campeón de España de boxeo lo que permitirá que lance su nueva carrera de boxeador con el apodo de El Tigre de Chamberí, empujado por Manolo. 
Sin demasiada convicción, Miguel se adentra en el mundo del boxeo con la única intención de atraer la atención de Marisa (Hélène Rémy), la hija de su nuevo mánager. 
Cuando se anuncia su próximo combate con Molina, las dudas se apoderan de Miguel, consciente de sus limitaciones. En pleno combate, sin embargo, Marisa le declara su amor, lo que le proporciona un impulso inesperado y termina dejando K.O. de nuevo al campeón.